# Lista de prefeitos de Ipatinga

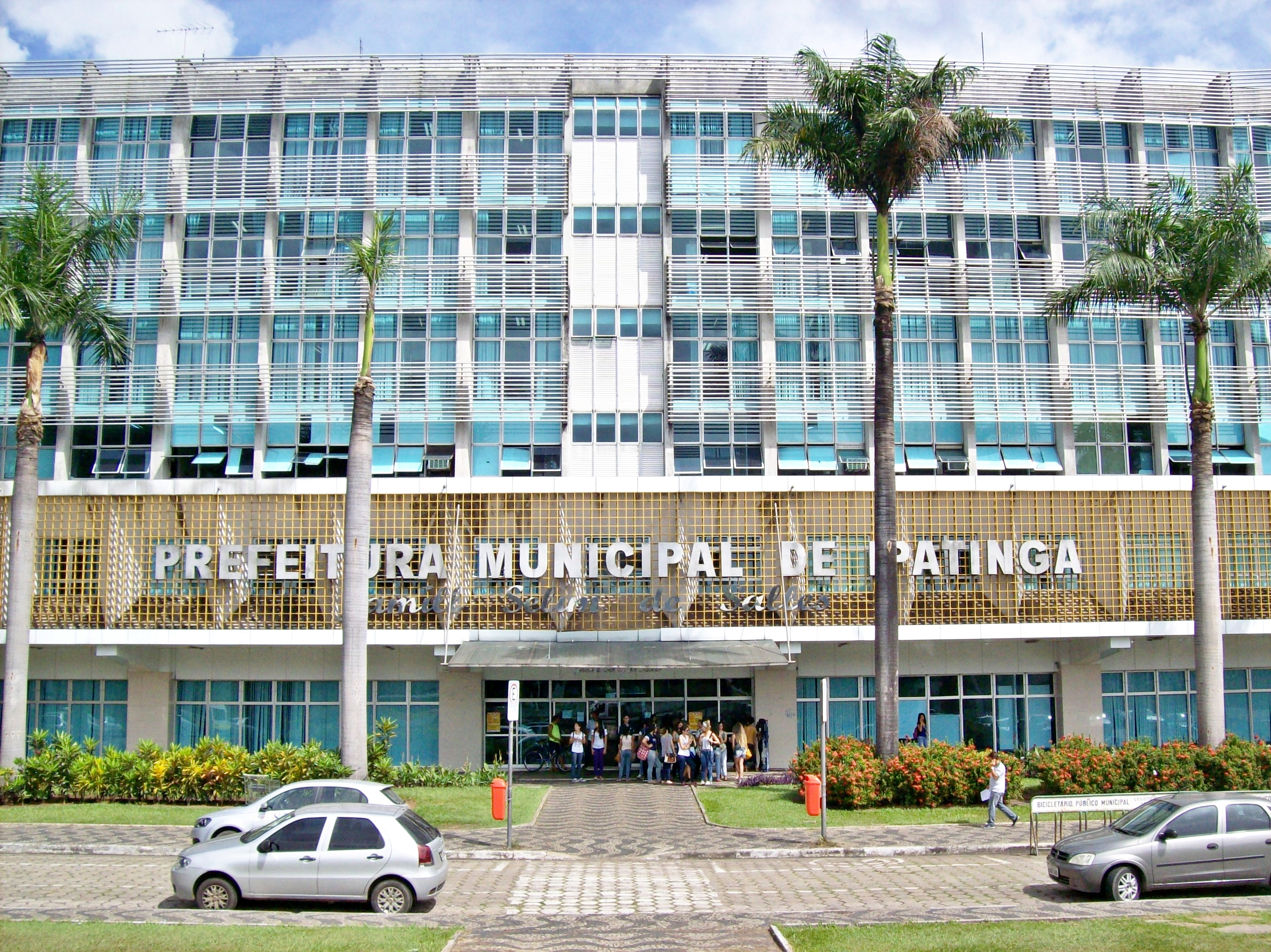
Sede da Prefeitura de Ipatinga

Essa é a lista de prefeitos de Ipatinga, município brasileiro no interior do estado de Minas Gerais, que ocuparam o cargo da administração municipal após a emancipação política da cidade. Ipatinga se emancipou de Coronel Fabriciano em abril de 1964, quando foi empossado interinamente pelo governador José de Magalhães Pinto o intendente José Orozimbo da Silva e, posteriormente, Délio Baêta Costa. No entanto, Fernando Santos Coura foi o primeiro prefeito eleito, tendo assumido o cargo em 4 de dezembro de 1965.
A administração municipal se dá pelos Poderes Executivo e Legislativo, sendo o primeiro representado pelo prefeito e seu gabinete de secretários, em conformidade ao modelo proposto pela Constituição Federal. Além dos intendentes José Orozimbo da Silva e Délio Baêta Costa, outras 15 pessoas estiveram à frente do cargo mediante eleição, nomeação indireta ou interinamente. O prefeito que venceu a eleição municipal de 2024, por sua vez, foi Gustavo Morais Nunes, reeleito pelo Partido Liberal (PL) para seu segundo mandato consecutivo.

## Prefeitos de Ipatinga
| Nº | Prefeito(a)                                        | Partido | Início do mandato       | Fim do mandato                   | Observações | Referências e notas |
| -- | -------------------------------------------------- | ------- | ----------------------- | -------------------------------- | --- | ------------------- |
| 1  | José Orozimbo da Silva                             | UDN     | 29 de abril de 1964     | 1964                             | Intendente nomeado pelo governador José de Magalhães Pinto após a emancipação do município                                                                        | [ 1 ]               |
| 2  | Délio Baêta Costa                                  | UDN     | 1964                    | 4 de dezembro de 1965            | Intendente nomeado pelo governador José de Magalhães Pinto | [ 1 ] [ 2 ]         |
| 3  | Fernando Santos Coura                              | PSD     | 4 de dezembro de 1965   | 14 de setembro de 1966           | Prefeito eleito em sufrágio universal | [ 2 ]               |
| 4  | Gedeão de Freitas                                  | ARENA   | 14 de setembro de 1966  | 31 de janeiro de 1967            | Presidente da Câmara Municipal empossado após o prefeito Fernando Santos Coura e seu vice João Lamego Netto se afastarem para se candidatarem a deputado estadual | [ 2 ] [ 9 ]         |
| 5  | Jamill Selim de Sales                              | ARENA   | 31 de janeiro de 1967   | 15 de janeiro de 1969            | Prefeito eleito em sufrágio universal | [ 2 ]               |
| 6  | Almir Ribeiro Tavares                              | ARENA   | 15 de janeiro de 1969   | 31 de janeiro de 1971            | Nomeado pela ditadura | [ 2 ] [ 10 ]        |
| 7  | Darcy de Souza Lima                                | ARENA   | 31 de janeiro de 1971   | 31 de janeiro de 1973            | Prefeito eleito em sufrágio universal | [ 2 ] [ 11 ]        |
| —  | Jamill Selim de Sales                              | ARENA   | 31 de janeiro de 1973   | 31 de janeiro de 1977            | Prefeito eleito em sufrágio universal | [ 2 ]               |
| 8  | João Lamego Netto                                  | MDB     | 31 de janeiro de 1977   | 31 de janeiro de 1983            | Prefeito eleito em sufrágio universal | [ 2 ]               |
| —  | Jamill Selim de Sales                              | PMDB    | 1º de fevereiro de 1983 | 1º de janeiro de 1989            | Prefeito eleito em sufrágio universal | [ 2 ]               |
| 9  | Francisco Carlos Delfino, Chico Ferramenta         | PT      | 1º de janeiro de 1989   | 1º de janeiro de 1993            | Prefeito eleito em sufrágio universal | [ 2 ]               |
| 10 | João Magno de Sousa                                | PT      | 1º de janeiro de 1993   | 1º de janeiro de 1997            | Prefeito eleito em sufrágio universal | [ 2 ]               |
| —  | Francisco Carlos Delfino, Chico Ferramenta         | PT      | 1º de janeiro de 1997   | 1º de janeiro de 2001            | Prefeito eleito em sufrágio universal | [ 2 ]               |
| —  | Francisco Carlos Delfino, Chico Ferramenta         | PT      | 1º de janeiro de 2001   | 1º de janeiro de 2005            | Prefeito reeleito em sufrágio universal | [ 12 ]              |
| 11 | Sebastião de Barros Quintão                        | MDB     | 1º de janeiro de 2005   | 1º de janeiro de 2009            | Prefeito eleito em sufrágio universal | [ 13 ]              |
| —  | Sebastião de Barros Quintão                        | MDB     | 1º de janeiro de 2009   | 27 de fevereiro de 2009          | Segundo colocado nas eleições que tomou posse após a candidatura do vencedor Chico Ferramenta ser negada pelo TRE                                                 | [ 14 ]              |
| 12 | Robson Gomes da Silva                              | PPS     | 27 de fevereiro de 2009 | 28 de abril de 2010              | Presidente da Câmara Municipal empossado após cassação do mandato do prefeito                                                                                     | [ 14 ]              |
| 13 | Nilton Manoel                                      | PMDB    | 28 de abril de 2010     | 18 de junho de 2010              | Vereador que foi empossado para Robson Gomes da Silva se dedicar à campanha para eleição suplementar                                                              | [ 15 ]              |
| —  | Robson Gomes da Silva                              | PPS     | 18 de junho de 2010     | 1º de janeiro de 2013            | Prefeito eleito em pleito suplementar | [ 16 ]              |
| 14 | Maria Cecília Ferreira Delfino, Cecília Ferramenta | PT      | 1º de janeiro de 2013   | 1º de janeiro de 2017            | Prefeita eleita em sufrágio universal | [ 17 ]              |
| —  | Sebastião de Barros Quintão                        | MDB     | 1º de janeiro de 2017   | 6 de abril de 2018               | Prefeito eleito em sufrágio universal | [ 17 ]              |
| 15 | Jésus Nascimento                                   | PSDB    | 6 de abril de 2018      | 28 de abril de 2018              | Vice-prefeito que tomou posse após o afastamento do titular | [ 18 ]              |
| 16 | Nardyello Rocha de Oliveira                        | MDB     | 28 de abril de 2018     | 21 de junho de 2018              | Presidente da Câmara Municipal empossado após cassação do mandato do prefeito                                                                                     | [ 19 ]              |
| —  | Nardyello Rocha de Oliveira                        | MDB     | 21 de junho de 2018     | 1º de janeiro de 2021            | Prefeito eleito em pleito suplementar | [ 20 ] [ 21 ]       |
| 17 | Gustavo Morais Nunes                               | UNIÃO   | 1º de janeiro de 2021   | 1º de janeiro de 2025            | Prefeito eleito em sufrágio universal | [ 22 ] [ 23 ]       |
| 17 | Gustavo Morais Nunes                               | PL      | 1º de janeiro de 2025   | 1º de janeiro de 2029 (previsão) | Prefeito reeleito em sufrágio universal | [ 4 ]               |